# 翔雲社
翔雲社（しょううんしゃ）は、神奈川県と京都府にある日本の出版社。少部数出版を軸にして、専門書、一般書、エッセイ、自分史、絵本などオールジャンル対応できる出版社。主に自費出版や共同出版での出版形態となっている。取次会社を通して全国の書店への流通、自社サイト、オンラインストア、Amazonでの書籍販売も対応している。電子書籍の制作と販売にも対応している。